# Wincenty Józef Komorowski
Wincenty Józef Komorowski herbu Korczak (ur. ok. 1765, zm. po 1809) – poseł na Sejm Czteroletni, tłumacz.

## Życiorys
Urodził się około roku 1765, jako syn Józefa Joachima herbu Korczak (kasztelan bełski), i Heleny Anieli Konkordii z Milewskich. Pierwsze nauki pobierał (1776-1778), wraz ze swą siostrą Kunegundą, pod kierunkiem pijara A. S. Ustrzyckiego.
W roku 1788 był kandydatem na posła chełmskiego do sejmu, lecz nie został wybrany. Poseł na Sejm Czteroletni z ziemi chełmskiej w 1790 roku. W tym czasie (1790) wstąpił do kawalerii narodowej, otrzymując rangę rotmistrza. 29 kwietnia 1791 roku przyjął obywatelstwo miejskie w ratuszu Starej Warszawy. Początkowo był przeciwnikiem Konstytucji 3 maja, później członek Zgromadzenia Przyjaciół Konstytucji Rządowej. W tym samym roku (1791) został mianowany starostą ochozkim. W roku 1791 (11 czerwca) został kawalerem Orderu Świętego Stanisława.
W czasie wojny polsko-austriackiej (1809) zaciągnął się do wojska francusko-galicyjskiego. Służył w randze kapitana w 3. pułku jazdy galicyjsko-francuskiej. Niedługo potem zmarł i został pochowany w Rawie Ruskiej.

## Twórczość (przekłady)
1. Wybrane z starożytnych świeckich pisarzów dzieje z zdaniami i wyrokami mędrców o powinnościach ludzkich, we 2 częściach zawarte, z łaciny na ojczysty język ku pożytkowi narodowemu przeniesione, Warszawa 1779, (tytuł oryginału: Selectae a profanis scriptoribus historiae); przełożono tylko cz. 2, przekład cz. 1 wyszedł spod ręki jego siostry Kunegundy; całość poprawiał nauczyciel – pijar A. S. Ustrzycki (Sz. Bielski przypisuje natomiast przekład Ustrzyckiemu)
2. (Fryderyk II król pruski): Listy o miłości ojczyzny albo korespondencje listowne Anepistemona z Filopatrosem, z francuskiego na ojczysty język przełożone, z przydatkiem na końcu życia sławnych mężów, o których wzmianka czyni się w listach, Warszawa 1782, (przypisywane także A. S. Ustrzyckiemu jak wyżej).